# Черняки
Черняки́ —  село в Україні, у Харківському районі Харківської області. Населення становить 0 осіб. Орган місцевого самоврядування — Циркунівська сільська рада.

## Географія
Село Черняки знаходиться на лівому березі В'ялівського водосховища, вище за течією на відстані 3 км розташоване село Українське, нижче за течією на відстані 4 км розташоване село Циркуни.